# Pijavke
Pijávke (znanstveno ime Hirudinea) so parazitski organizmi, ki drugim pijejo kri. Njeno strjevanje preprečijo z izločanjem snovi hirudin. Zaradi teh lastnosti so jih uporabljali v medicini. 
Pijavko najdemo v stoječih in počasi tekočih vodah. Ob lepem vremenu živahno skače, pri čemer se kačasto zvija od hrbtne proti trebušni strani. To ji omogoča dobro razvito mišičje, ki jo sestavlja kožomišičnica. Ob slabem vremenu pa miruje na dnu ali na rastlinah.

## Opis
Pijavkino telo je dolgo do 10 cm. S hrbtne in trebušne strani je nekoliko sploščeno. Prečno je razdeljeno v kolobarje. Na sprednjih kolobarjih ima preproste oči, s katerimi loči svetlobo in temo. V sredi sprednje priseska ima usta, ob njih pa tri gibljive, ostro nazobčane čeljusti. Zaradi svoje zelenorjave barve je težko opazljiva. Po dnu »hodi« s pomočjo priseskov. Takemu načinu premikanja pravimo pednjanje.
Pijavke prezimijo otrple v blatu.

## Prehrana
Pijavka sesa kri toplokrvnih živali. Nekatere zajedajo tudi na ribah ali rakih. Kožo zareže s čeljustmi zraven pa spusti tekočino, ki prepreči strjevanje krvi. Kri sesa tako dolgo, dokler se njena razvejana jetra popolnoma ne napolnijo. Posesa tudi do toliko krvi, da postane trikrat večja. Kri nato prebavlja več mesecev. Strada lahko celo 2 leti. Pijavka diha s telesom.

## Razmnoževanje
Pijavka je obojespolnica. V skupnem ovoju odloži od 5 do 15 jajc na zemljo nad gladino vode. Po šestih do osmih tednih se izležejo mlade pijavke, ki so nitaste in prozorne. Odrastejo v 5 letih. V mladosti se prehranjujejo z drobnimi vodnimi živalicami.

## Klasifikacija
Živali, ki imajo telo sestavljeno iz kolobarjev, združimo v skupino kolobarnikov. Mednje spada tudi pijavka. Kolobarniki so po Hadžiju najpreprostejša skupina mnogočlenarjev, sodobna klasifikacija pa jih uvršča v naddeblo Lophotrochozoa. Imajo podaljšano telo, ki je predeljeno v več členov, napolnjenih s tekočino. Kolobarniki imajo dobro razvito živčevje, obtočila in izločala. Več vrst ima na vsakem členu par panožic, ki so nekoliko podobne nogam.

## Zanimivost
Največja pijavka je iz južnega Čila. Ta zraste tudi do 75 centimetrov v dolžino. Medicinska pijavka je redka in ogrožena vrsta. Ime medicinska je dobila, ker so zdravljenje s pijavkami včasih uporabljali v medicini, še danes pa to metodo uporabjajo v zdravilstvu.